# Poljanski Lug
Poljanski Lug – wieś w Chorwacji, w żupanii zagrzebskiej, w mieście Vrbovec. W 2011 roku liczyła 425 mieszkańców.